# Radiopharmakon

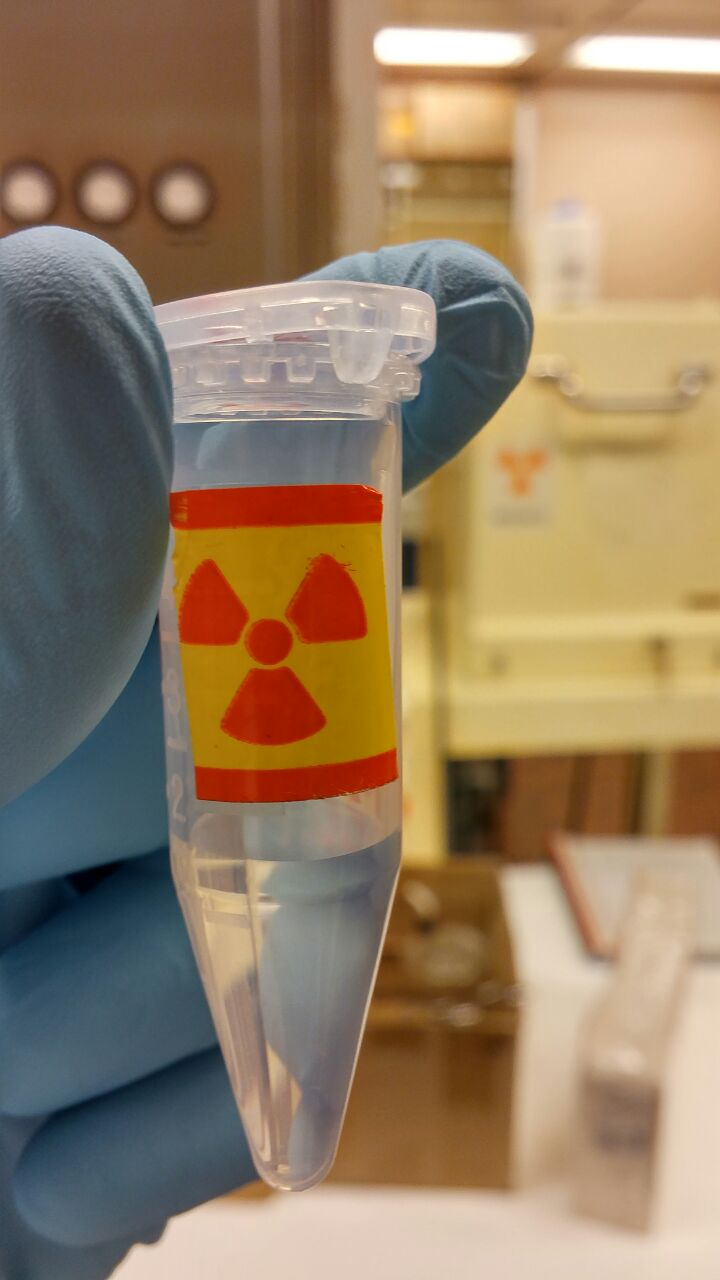
Gekennzeichnetes Radiopharmakon

  Ein Radiopharmakon (auch Radiopharmazeutikum) ist ein in der Nuklearmedizin genutztes Arzneimittel. Es kann alleine aus einer radioaktiven Substanz bestehen oder aus einem Carrier, an den die radioaktive Substanz gekoppelt ist. Radiopharmaka werden insbesondere zur Diagnostik (Radiodiagnostikum) in der Szintigraphie, der Positronen-Emissions-Tomographie (PET) und der Single photon emission computed tomography (SPECT) verwendet, wobei gegenüber anderen Verfahren, wie zum Beispiel dem Röntgen, der Unterschied darin besteht, dass hier keine stationären Zustände abgebildet werden, sondern Stoffwechselprozesse. Außerdem können Radiopharmazeutika zur Behandlung von Krankheiten oder körperlichen Zuständen (Radiotherapeutikum) eingesetzt werden.
Die Radiopharmazie beschäftigt sich mit der Entwicklung und der Herstellung vom Radiopharmaka.

## Abgrenzung
Nicht zu den Radiopharmaka zählen Medikamente, deren Radioaktivität unerwünscht oder irrelevant für die Wirkung ist. Dies ist zum Beispiel der Fall bei allen nicht-petrochemisch gewonnenen kohlenstoffhaltigen Präparaten (14C-Gehalt), bei kaliumhaltigen Präparaten (40K-Gehalt), sowie bei Bismut-Verbindungen wie Bismutsubsalicylat, welche zwangsläufig radioaktiv sind, da es kein stabiles Bismut-Isotop gibt. Die in diesen Fällen aufgenommene Radioaktivität ist jedoch trivial (die Radioaktivität von 209Bi ist erst seit 2003 überhaupt bekannt) und fällt in den Bereich der nicht vermeidbaren Hintergrunddosis.

## Geschichte
Schon bald nach Entdeckung der Radioaktivität begann die Suche nach Anwendungen, darunter auch in der Medizin. Problematisch war neben der mangelnden Kenntnis dabei in der Anfangsphase vor allem die fehlende Verfügbarkeit geeigneter Radionuklide. Die primordialen Radionuklide sind nicht radioaktiv genug um einen nennenswerten Effekt zu erzielen und die radiogenen Nuklide sind selten und daher aufwändig und teuer in der Gewinnung. Dennoch wurden mit Radium einige erfolgversprechende Ergebnisse erzielt, sodass in den ersten drei Jahrzehnten des 20. Jahrhunderts ein regelrechter „Radium-Rausch“ ausbrach.
Da Radium etliche unerwünschte Eigenschaften mit sich bringt (Anreicherung in den Knochen, Verbleiben in Körper lange nach Beendigung der Therapie etc.) begann bald die Suche nach besser geeigneten Radionukliden. Hier konnten Teilchenbeschleuniger und schließlich die Entdeckung der Kernspaltung entscheidende Impulse liefern und haben heute als Quelle der Radiopharmaka natürliches Radium annähernd vollständig verdrängt.
Die Herstellung der Radionuklide erfolgt heutzutage dabei entweder durch Beschuss/Bestrahlung entsprechender Targets mit Protonen aus einem Teilchenbeschleuniger (z. B. Zyklotron), bzw. Neutronen aus einer Neutronenquelle (zumeist ein Forschungsreaktor), oder aber durch direkte Verwendung der Spaltprodukte der Kernspaltung selbst wie zum Beispiel bei Mo99/Tc99m (Technetium-99m-Generator).

## Anwendung
Sowohl seine pharmakologischen Eigenschaften (Pharmakodynamik, Pharmakokinetik) als auch die radiochemischen Eigenschaften des Nuklids (Strahlungsart, Aktivität, Halbwertzeit) entscheiden über die Anwendung eines Radiopharmakons. So werden vorrangig Radionuklide, die primär Betastrahlung emittieren, zur Therapie eingesetzt, da die Strahlung nur über kurze Strecken intensiv ist und ihre radioaktive Wirkung somit im Körper verbleibt. Ausnahme sind Positronen-Emitter (Betastrahler) in der PET. Sie produzieren bei ihrem Zerfall Vernichtungsstrahlung (zwei koinzidente Gammaquanten mit 511 keV), die vom PET-Scanner registriert werden. Gammastrahler hingegen, deren Strahlen über längere Distanz gehen, dafür aber weniger intensiv sind, dienen hauptsächlich zur Diagnostik und werden mittels Gammakamera aufgezeichnet. Gamma-Strahler werden aber auch in der Strahlentherapie als Bestrahlungsquellen verwendet (z. B. beim Afterloading).

## Substanzen
Ein Beispiel für ein Radiopharmakon ist Ibritumomab-Tiuxetan.